# Rhapidophyllum hystrix
Palmier porc-épic, palmier aiguille
Genre
Espèce
Synonymes
- Chamaerops hystrix (Fraser ex Thouin) Pursh
- Corypha hystrix Fraser ex Thouin
- Sabal hystrix (Fraser ex Thouin) Nutt.

Rhapidophyllum hystrix, le palmier aiguille ou palmier porc-épic est une espèce de palmiers (famille des Arécacées). C'est la seule espèce du genre Rhapidophyllum.

## Description

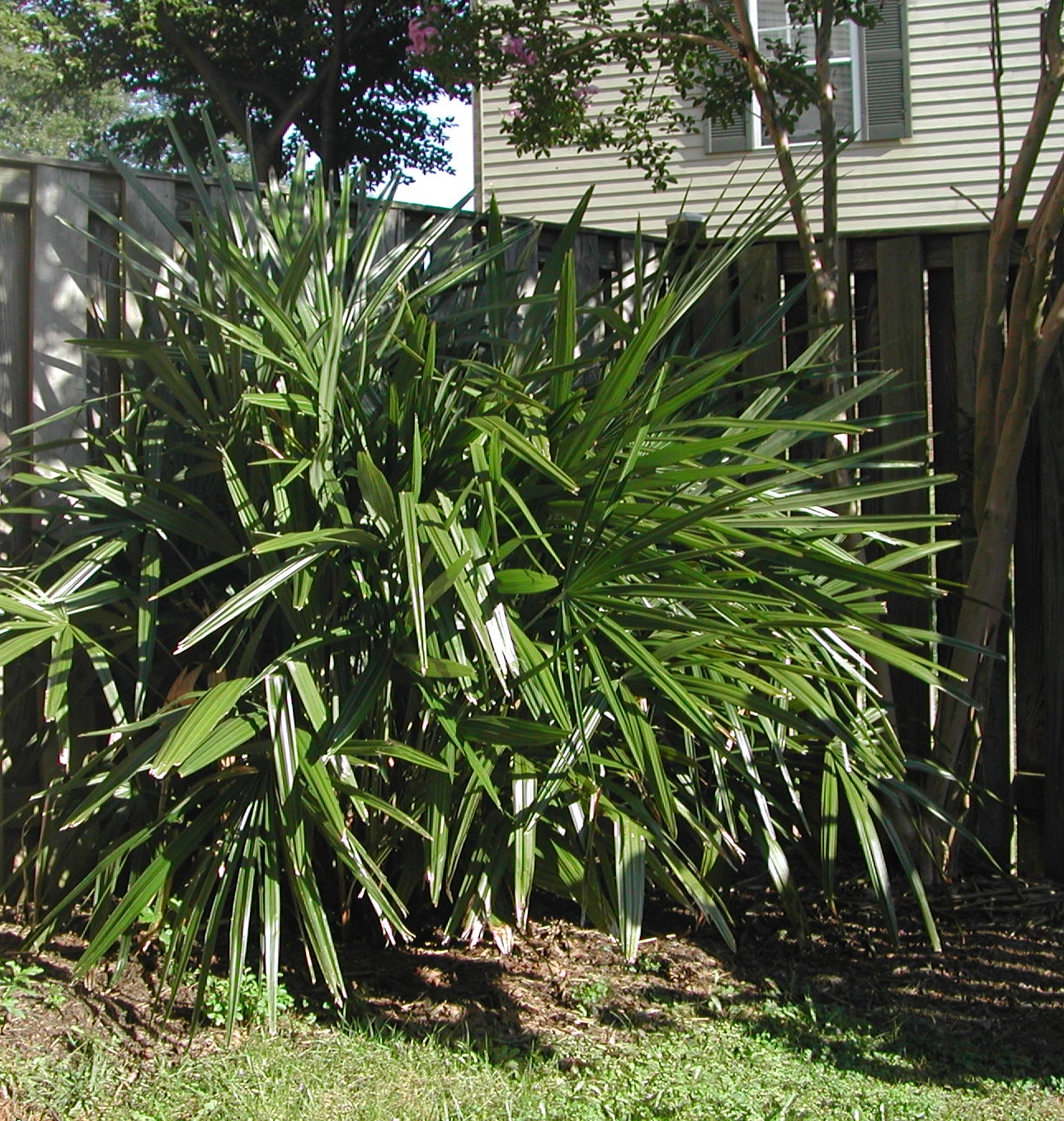
Rhapidophyllum hystrix

Le stipe est solitaire ; très court, il ne dépasse pas 1,5 m. Mais avec la couronne, le palmier peut atteindre une hauteur allant de 2 à 3 mètres. Les feuilles sont palmées et possèdent un pétiole long qui se termine par une douzaine de folioles (8-16). À l'âge adulte, chaque feuille fait plus de 2 mètres de long, avec des folioles de 60 à 80 cm. C'est un palmier habituellement dioïque, où les fleurs mâles et femelles sont sur des plantes séparées. Les fleurs naissent dans une inflorescence dense et courte, à la cime du palmier. Les fruits sont une drupe de couleur marron.

## Habitat et distribution
Le genre est répandu dans les sous-bois, où il affectionne les sols humides et inondés.
On le retrouve dans les États de Géorgie, Caroline du Nord, Mississippi, et Floride. C’est un genre relativement rare.
Il est très rustique, certains spécimens de Rhapidophyllum hystrix ont survécu à des températures avoisinant les −20 °C.

## Classification
- Sous-famille des Coryphoideae
  - Tribu des Trachycarpeae
    - Sous-tribu des Rhapidinae

Ce genre  partage sa sous-tribu  avec cinq autres genres :  Chamaerops, Guihaia,  Maxburretia,  Rhapis,   Trachycarpus .

Son nom vient du grec rhapidos qui signifie baguette et de phyllon qui signifie feuille.